# Trolejbusy w Tours
Trolejbusy w Tours − zlikwidowany system komunikacji trolejbusowej we francuskim mieście Tours, działający w latach 1949−1968.

## Historia
Pierwsze jazdy testowe przeprowadzono w 1948 natomiast pierwsze kursy liniowe rozpoczęły się 5 października 1949. Pierwszymi trolejbusami były trolejbusy Vétra VBRh. Wkrótce sieć trolejbusową rozbudowano i składała się ona z 3 linii miejskich. Trolejbusy w Tours zlikwidowano 30 czerwca 1968.